# موزايك (متصفح ويب)
موزايك (Mosaic) هو أول متصفح ويب، ويعود له الفضل في تعميم شبكة الويب العالمية. وهو فيما مضى عميل للبروتوكولات مثل بروتوكول نقل الملفات، ارسالها (شبكة اليوسنت)، وغوفر(نظام بحث بالإنترنت).
سهولة واجهة المستخدم لموزايك، واعتماديته العالية وسهولة تثبيته، كلها عوامل ساعدت عامة الناس في ولوج عالم الويب.
موزايك (Mosaic) كان أيضا أول متصفح يتيح تضمين الصور مع النص بدل عرضها في نافذة مستقلة، وبذلك فهو يعتبر أول بداية للشبكة التصورية، على الرغم أنه جاء بعد كلا من Erwise وViolaWWW ولكنه كان أكثر شهرة منهما.
تم تطوير موزايك من قبل المركز الوطني لتطبيقات الحوسبة الفائقة بالإنجليزية: (National Center for Supercomputing Applications) وتكتب اختصارًا (NCSA) بداية عام 1992، وأطلقه في 1993 لأنظمة يونكس ثم طرح لأنظمة تشغيل أخرى مثل ويندوز وماك وأميغا، واعتبر موزايك طفرة فقد كان يتم تحميله خمسة آلاف مرة شهريا.
ومن ثم توقف المركز عن تطوير ودعم هذا المتصفح في 7 يناير 1997. مع ذلك ما يزال بالإمكان تنزيل البرنامج من موقعهم.
الآن وبعد خمسة عشر عام من عرضه، لا تزال أكثر المتصفحات شيوعا مثل: انترنت إكسبلورر وموزيلا فيرفكس، تحتفظ بالكثير من الخصائص الأصلية لموزايك، كواجهة المستخدم الرسومية والتجربة التفاعلية.
في وقت لاحق أطلقت شركة نيتسكيب متصفحها «نتسكيب نافيجاتور» الذي عمل عليه المطورون الاصليون لموزايك.

## الخلفية التاريخية
مارك آندرسن واريك بينا هما المصممان والمبرمجان الاصليان لموزايك في نظامي يونكس وويندوز في المركز الوطني لتطبيقات الحوسبة الفائقة(NCSA).
الموارد المالية لأجل تنفيذ موزايك أُخذت من «الحوسبة عالية الأداء والاتصالات المبادرة» بالانجليزيه" High-Performance Computing and Communications Initiative "، وهو برنامج تم انشاؤه بواسطة «الحوسبة عالية الأداء، وقانون الاتصالات» عام
1991.
بدأ تطوير موزايك في ديسمبر/ كانون الأول عام 1992. وكان الإصدار 0.1 ~ 0.9 هو أول إصدار تم إطلاقه. وفي 22 نيسان، 1993 تم إطلاق الإصدار 1.0، ومن ثم تبعه اثنين من الاصدارات التعديلية عليه خلال صيف 1993. وبعد ذلك ظهر الإصدار الخاص من موزايك الذي كان متوفراً لجهاز " Commodore Amiga " بحلول تشرين الأول عام 1993. في كانون الأول عام 1993 أطلق الإصدار 2.0 من موزايك، جنبا إلى جنب مع الإصدار 1.0 لكلٍ من أبل ماكنتوش ومايكروسوفت ويندوز.و بحلول تشرين الأول \مايو 1994 كان الإصدار الخاص لموزايك لجهاز " Acorn Archimedes" تحت الإنشاء.
مما يجدر ذكره ان شروط الترخيص التي وضعها المركز الوطني لتطبيقات الحوسبة الفائقة(NCSA) لموزايك كانت كريمة بالنسبة لبرنامج برمجيات احتكارية. وبشكل عام، الاستخدام غير التجاري له مجاني (ولكن يوجد به بعض القيود). بالإضافة إلى ذلك، جميع أنظمة وندوز ويونيكس متاح لها اصل البرمجية-الشفرة الاصلية- في هذا الإصدار (الشفرة للإصدارات الأخرى كانت متوفرة بعد حصول الموافقة) على الرغم من أن الشائعات منتشره على عكس ذلك.
لم يفرج أبدا موزايك عن البرمجيات مفتوحة المصدر خلال الفترة القصيرة التي وصف فيها بالمتصفح الرئيسي، فكان هناك دائماً قيود على الاستخدام له بدون دفع.
مارك آندرسن هو قائد الفريق الذي طور موزايك، مع جيمس كلارك (أحد مؤسسي السيليكون جرافيكس، وشركة (إس جي آي))، وأربعة آخرون من الطلاب السابقين والموظفين في جامعة إلينوي، وبهذا بدأت شركة موزايك للاتصالات. ومن ثم أصبحت في نهاية المطاف شركة نتسكيب للاتصالات، وانتجت مستكشف «نتسكيب».
شركة سبايقلاس(Spyglass) قامت بعمل ترخيص التكنولوجيا والعلامات التجارية للمركز الوطني لتطبيقات الحوسبة الفائقة (NCSA) لإنتاج متصفح الويب الخاص بها (موزايك)، ولكنها لم تستخدمه.
و في عام 1995، قررت مايكروسوفت دخول عالم المتصفحات فعملت صفقه بينها وبين سبايقلاس للحصول على تكنولوجيا
موزايك وجعله أساس للإكسبلورر، ودفعت من أجله مليوني دولار أمريكي، وعدلته، وسمته إنترنت إكسبلورر. بعد مراجعة الحسابات في وقت لاحق اكتشفت سبايقلاس ان مايكروسوفت كسبت من موزايك أكثر مما دفعته لها بكثير مما أدى إلى نزاع بينهما، حتى دفعت مايكروسوفت لسبايقلاس 8 ملايين دولار.
في عام 1995 ظهر في دليل المستخدم «أتش تي أم أل» أن إكسبلورر هو في الأساس برنامج موزايك تم تطويره، واستمر كذلك حتى الإصدار السابع من اكسبلورر وما بعده، فهو لايعتمد مطلقاً على موزايك.

## التأثير الفوري
جميع المتصفحات الأخرى الموجودة خلال تلك الفترة، لم يكن لها نفس تأثير موزايك على الاستخدام العام للإنترنت.
في تشرين الأول / أكتوبر 1994 في مجلة «وايرد» كتب «غاري وولف» مقالة قال فيها: «ان المرحلة الثانية من الثورة قد بدأت: خط أمريكا الدولي للانترنت، و»كومبيو سيرف «كلها عفا عليها الزمن، وموزايك في طريقها لتصبح واجهة العالم الموحدة.»

## أهمية موزايك (Mosaic)
موزايك هو متصفح الويب الذي أدى إلى ازدهار الإنترنت في عام 1990.
«روبرت ريد» يؤكد أهمية هذا فيقول «، في حين لا يزال»مارك «طالبا جامعيا، كتب برنامج موزايك... الذي زاد من شعبية الإنترنت، وتسبب في اندلاع الثورة». ريد يشير إلى مايأمله فريق آندرسن:
... موزايك صحح الكثير من القصور في النماذج البدائية العائمة في الإنترنت. الأهم من ذلك، حول استخدام الويب المحصور في المجالات التقنية إلى مجالات السوق الضخمة. على وجه الخصوص، طلاب جامعة إلينوي قاموا بعمل تغييرين رئيسيين لمتصفح الويب، التغيير الأول والذي زاد من طلبه: أضافوا الرسومات إلى البرامج التي كانت ممله باعتمادها على النص فقط، والأهم من ذلك [التغيير الثاني]، فقد حول تشغيل البرنامج من أجهزة كمبيوتر يونكس التي تحظى بشعبية فقط في الأوساط الأكاديمية والفنية، إلى مايكروسوفت (نظام التشغيل ويندوز)، والذي يستخدم في أكثر من 80 % من أجهزة الكومبيوتر في العالم، وخاصة أجهزة الكمبيوتر الشخصية والتجارية.
موزايك (Mosaic) لم يكن المتصفح الأول لمايكروسوفت ويندوز، فقد سبقه المتصفح الغير مشهور تشيلو(Cello).
ويلاحظ ان إصدار يونيكس من موزايك جعله مشهور من قبل خروج إصدارات ويندوز وماك، عدا عرضه الصور مضمنة في النص وليس في إطار منفصل.
وفي الواقع موزايك لم يضِف الكثير من الميزات عن المتصفحات الأخرى فقد كان على غرارها مثل: ViolaWWW، لكنه كان أول متصفح ويب مكتوب ومعتمد من قبل فريق كامل من المبرمجين، وهو فعال وسهل بما فيه الكفاية بالنسبة للمستخدمين المبتدئين، بالإضافة لاحتوائه رسوم جرافيكية مدرجة اثبتت جاذبيتها الهائلة.
إذن موزايك جعل الشبكة في متناول الشخص العادي للمرة الأولى.
«روبرت ريد» يشير أيضا إلى ان «ماثيو غراي» - وهو صاحب موقع ذو سمعة جيدة - يشير إلى حصول قفزة هائلة في استخدام الإنترنت في وقت قريب من استخدام موزايك.
بداية من عام 1990 متصفحات الويب مثل موزايك أصبحت تعتبر تطبيقات قاتلة، لأنها كانت أول من قدم برامج الوسائط المتعددة وواجهة المستخدم الرسومية لشبكة الإنترنت (سابقا تقتصر على تطبيقات مثل بروتوكول نقل الملفات، شبكة اليوسنت، غوفر). أيضاً كان ذاك الوقت توسعاً سريعاً للإنترنت خارج مجاله السابق من الأوساط الأكاديمية ومؤسسات البحوث الصناعية الكبيرة.

## نهاية موزايك (Mosaic)
شعبية موزايك كمتصفح مستقل بدأت تقل عند ظهور المستكشف نتسكيب في عام 1994.
وبحلول عام 1998 تلاشت تماما تقريبا، بعد توقف المركز الوطني لتطبيقات الحوسبة الفائقة(NCSA) عن العمل عليه.
ولكن تطوير موزايك بنظام ويندوز استمر في العديد من المجموعات المستقلة، هذه الجهود للتطوير المستقل تشمل mMosaic (تراسل موزايك) التي توقفت عن تطويره في أوائل عام 2004، أيضاً "Floodgap Mosaic-CK " و" VMS Mosaic" كلاهما سواء في إطار التطوير النشط في نيسان / أبريل 2009.

## اقرأ أيضاً
- الدليل الكامل لأتش تي أم أل [الإنجليزية]
- هدسون، ديفيد. مجلة ريوايرد "Rewired": مختصر تاريخ الويب. شركة ماكميلان التقنية للنشر، 1997

## وصلات خارجية
- موقع المركز الوطني لتطبيقات الحوسبة الفائقة على شبكة الإنترنت